# 36-os főút
36-os főút (ungarisch für ‚Hauptstraße 36‘) ist eine ungarische Hauptstraße. Sie beginnt unmittelbar östlich von Polgár an der 35-ös főút und führt zunächst in nordöstlicher und später in östlicher Richtung über Tiszavasvári nach Nyíregyháza, wo sie zunächst auf die 38-as főút trifft und an der 4-es főút endet.
Die Gesamtlänge der Straße beträgt 52,5 Kilometer.